# Часът на героите
„Часът на героите“ (на английски: The Finest Hours) е американски екшън трилър от 2016 г. на режисьора Крейг Гилеспи и е продуциран от Уолт Дисни Пикчърс. Сценарият, написан от Ерик Джонсън, Скот Силвър и Пол Тамаси, е базиран на „The Finest Hours: The True Story of the U.S. Coast Guard's Most Daring Sea Rescue“ на Майкъл Тогиас и Кейси Шърман. Във филма участват Крис Пайн, Кейси Афлек, Бен Фостър, Холидей Грейнджър, Джон Ортиз и Ерик Бана.
„Часът на героите“ е пуснат във формати Disney Digital 3D, RealD 3D и IMAX 3D на 29 януари 2016 г. Филмът получи смесени отзиви от критиците, който спечели 52 млн. долара срещу производствен бюджет от 70–80 милиона долара.

## Актьорски състав
| Актьор               | Роля                  |
| -------------------- | --------------------- |
| Крис Пайн            | Бърнард „Бърни“ Уебър |
| Кейси Афлек          | Рей Сийбърт           |
| Бен Фостър           | Ричард Лайвси         |
| Холидей Грейнджър    | Мириам Пентинен Уебър |
| Ерик Бана            | Даниел Клъф           |
| Греъм МакТавиш       | Франк „Поп“ Фоутюкс   |
| Кайл Галнър          | Андрю Фицджералд      |
| Майкъл Ричард-Джеймс | Браун                 |
| Джон Магаро          | Ъруин Маске           |
| Ейбрахам Бенруби     | Джордж „Тайни“ Майърс |
| Кейнън Лонсдейл      | Елдън Ханан           |
| Джон Ортиз           | Уолъс Куайри          |
| Бо Кнап              | Мел „Гюс“ Гаутро      |
| Джош Стюарт          | Тчуда Съдърланд       |
| Рейчъл Броснахан     | Беа Хансен            |
| Матю Махър           | Карл Никърсън         |
| Бенджамин Колдайк    | Доналд Бангс          |